# Thriller
Thriller е шестият музикален албум на американския певец Майкъл Джаксън и е най-продаваният албум за всички времена. Албумът е издаден на 30 ноември 1982 от Епик Рекърдс за САЩ, а международно – от Кълъмбия Рекърдс. Thriller включва подобни жанрове като тези на успешния му албум от 1979 – Off the Wall, включително фънк, диско, соул, софт рок, R&B и поп. Обаче текстовете на Thriller са с по-мрачен характер, включвайки параноя и свръхестественост.
Бюджетът е 750 000 щ.д., а записването става между април и ноември 1982 в Уестлейк Рекординг Студиос в Лос Анджелис, Калифорния. С помощта на продуцента Куинси Джоунс, Джаксън написва четири от деветте песни на Thriller. След издаването на първия сингъл на албума – The Girl Is Mine – се очаквало, че Thriller ще има малък успех. С издаването на втория сингъл – Billie Jean – албумът се изкачва до върха на класациите в много страни. В пика на продажбите, албумът е продаван международно в милион копия на седмица. Само за година Thriller се превръща (и все още е) в най-продавания албум за всички времена. Продажбите са сведени до 108 милиона копия продадени в цял свят. Седем от деветте песни на албума са издадени като сингли и всички достигат до топ 10 на Billboard Hot 100. Албумът печели рекордните осем награди Грами през 1984, включително награди в три различни жанра — поп, R&B и рок.
Thriller затвърдява статута на Джаксън като поп звезда на късния 20 век и му позволява да разчупи бариерите чрез появата си в MTV и срещата му с президента на САЩ Роналд Рейгън в Белият дом. Албумът е един от първите, които използват видеоклипове като успешна промоция – видеоклиповете на песните Thriller, Billie Jean и Beat It са често пускани по MTV. През 2001 е издадено специално издание на албума, в което има аудио интервюта и демо на записването на песента Someone In the Dark, спечелилa Грами като песен от филма Извънземното. През 2008, албумът празнува 25-а годишнина и е пуснат под името Thriller 25, като съдържа ремикси, в които участват съвременни музиканти, както и песен, която не е била в оригиналния албум, и DVD.
Thriller е на 20-о място от класацията на списание Rolling Stone „500-те най-велики албума за всички времена“ през 2003 и е трети в класацията на National Association of Recording Merchandisers (NARM) (Национална асоциация на записващите търговци) – Definitive 200 („Окончателни 200 албума за всички времена“).